# Гарсия, Лисардо
Лиса́рдо Гарси́я Сорро́са (исп. Lizardo García Sorroza; 26 апреля 1844, Гуаякиль, Эквадор — 29 мая 1927, там же) — эквадорский бизнесмен и государственный деятель, президент Эквадора (1905—1906).

## Биография
Родился в семье плотника. Окончил колледж иезуитов Сан-Луис-Гонзага, уже в возрасте 12 лет он начал работать в продуктовом магазине. В 19 лет он присоединился к недавно основанной Торговой палате Гуаякиля. Затем в течение 15 лет работал в администрации и бухгалтерии Дома Луззарага (Casa de Luzárraga). В 1879 году он основал компанию «N. Norero y Cía».
В 1903 году вошёл в состав Таможенно-консультативной комиссии и основал фирму «L. García y Co.», которая занималась импортом зарубежных товаров. В течение 16 лет входил в состав правления Торговой палаты.
Еще в молодости стал участником либерального движения, он выступал против диктатуры генерала Игнасио де Вейнтмильи, оказывал финансовую поддержку высланным из страны либералам в Перу и Центральной Америке. Был в составе Учредительного собрания, провозгласившего Элоя Альфаро президентом Эквадора. 
В 1895 г. являлся министром финансов, в конце года он был направлен в Париж. По возвращении на родину в 1898 г. был избран сенатором от провинции Гуаяс и утвержден в должности вице-президента Сената. Активно продвигал законопроекты в сферах банковского и валютного секторов. 
В 1899 г. занимал пост президента муниципального совета Гуаякиля, значительное внимание уделял созданию городской системы водоснабжения. В период банковского кризиса 1901 г. сумел нормализовать работу Торгово-сельскохозяйственного банка Гуаякиля. В 1903 году президент Леонидас Пласа назначил его специальным посланником в Великобритании, чтобы решить вопрос о строительстве в Эквадоре железной дороги. 
В 1905 году он был избран президентом Эквадора. Выдвинул программу либерализации политической жизни и реорганизации Национального казначейства, а также ряд реформ в промышленности и сельском хозяйстве. Под предлогом недовольства созданной им Комиссией по кодификации военных законов в январе 1906 г. был смещен в результате военного переворота во главе с Элоем Альфаро. Покинув Эквадор, жил сначала в Коста-Рике, а затем — в Барселоне, откуда в 1912 г. вернулся почти слепым из-за глаукомы. В Барселоне он написал буклет «Собственность в ее социологическом аспекте».